# Rabot
Rabot – miejscowość i dżamoat w Tadżykistanie. Jest położone w dystrykcie Tursunzoda w Rejonach Administrowanych Centralnie. Dżamoat zamieszkuje 9643 osób.